# Omorgus lobicollis
Omorgus lobicollis är en skalbaggsart som beskrevs av Gilbert John Arrow 1927. Omorgus lobicollis ingår i släktet Omorgus och familjen knotbaggar. Inga underarter finns listade i Catalogue of Life.